# 凱文·亞歷杭德羅
凯文·迈克尔·亚历杭德罗（英語：Kevin Michael Alejandro，1976年4月7日—）是一位美國演員。
亞歷杭德羅因演出犯罪片《南國警察》中的內特·莫雷塔（Nate Moretta）、超自然驚悚片《噬血真愛》的赫苏斯·贝拉斯克斯（Jesús Velásquez），和在CW電視台播出的《綠箭俠》系列中的熱血兄弟等角色而出名。

## 演藝生涯
凱文·亞歷杭德羅最為人津津樂道的角色，是美國廣播公司播出的《醜女貝蒂》影集中，賈斯廷·蘇亞雷斯的爸爸桑托斯（Santos），也是希爾達（Hilda）的愛人。他也曾經在福斯廣播公司新推出的《急速狂奔》影集中擔任固定角色，不過該影集後來停播了。他曾主演由娛樂時間電視台播出的《危機四伏》贝尼托·贝拉斯克斯（Benito Velasquez），和《不安分的青春》中的多米尼克·休斯（Dominic Hughes）等角色。
他曾與在《醜女貝蒂》中一同演出的演員艾力·馬比烏斯，一起在《CSI犯罪現場：邁阿密》系列中的〈實驗室的間諜〉（One of Our Own）演出，也在HBO電視台播出的《三棲大丈夫》中飾演一個同志騙子。他也在《聖女魔咒》的第七季中，飾演一個名為馬爾沃克（Malvock）的狡猾惡魔。他也在影集《24小時反恐任務》第四季中的前幾集，飾演以一個恐怖分子，並繼《醜女貝蒂》後，與托尼·普拉納（Tony Plana）再度合作。與在《律政狂鯊》中飾演名為丹尼·雷耶斯（Danny Reyes）的地方檢察官，但該劇現已停播。現在他則是在A&E電視台播的《終極追殺令》中飾演小角色。
亞歷杭德羅也在2009年2月上映的電影《越界驅逐令》中，與演員哈里森·福特同台演出。他在由艾美獎得主約翰·韋爾斯所製作的《南國警察》中，飾演內特·莫雷塔（Nate Moretta）偵探。但在頭兩周的試映期被NBC廣播公司取消播出，並馬上由特納TNT電視台接手該節目。
他曾在《單身毒媽》的第四、五季的參與演出，也在《美女上錯身》的第一季第五集中，飾演一個被誤判的囚犯麥可·費爾南德斯（Michael Fernandez）。他也曾出演《飆風不歸路》中，玛雅摩拖車俱樂部（Mayan MC）的老大马库斯（Marcus）的兒子。亞歷杭德羅在吸血鬼影集《噬血真愛》的第三、四季裡，飾演赫苏斯·贝拉斯克斯（Jesús Velásquez）。
2011年，他出演凱文·史密斯導演、約翰·古德曼主演的電影《紅州》以及由安東尼·迪布拉西（Anthony DiBlasi）執導的2011年美國獨立恐怖片《卡薩達加（英語：Cassadaga (film)）》。他還在2013年的電視影集《警界金童（英語：Golden Boy)》中飾演兇殺案偵探-托尼·阿羅約 (Tony Arroyo)。 在ABC與A+E電視網合作的2015年電視春季新劇《歸來之人（英語：The Returned (U.S. TV series)）》中飾演警長湯米·索拉諾 (Tommy Solano)一角。
2013年，凱文·亞歷杭德羅加入DC 漫畫出品的CW系列影集《绿箭侠(电视剧)》，飾演反派的熱血兄弟在整個節目的第二季中反覆出現。2016年1月，他開始在福斯廣播公司的電視劇《魔鬼神探（英語：Lucifer）》飾演洛杉矶警察局兇殺案的偵探角色丹·埃斯皮諾薩（Dan Espinoza）。
In 2011, he appeared in the movie Red State, opposite John Goodman and directed by Kevin Smith, as well a horror film called 《Cassadaga》.He also played Tony Arroyo, a homicide detective in the 2013 television show, 《Golden Boy》. Alejandro portrayed Sheriff Tommy Solano in the ABC / A&E series 《The Returned》.
In 2013, Alejandro joined the DC Comics-produced CW series 《Arrow》, as the villainous Brother Blood. He recurred throughout the show's second season.  In January, 2016, he began his role on the Fox TV series 《Lucifer》 as LAPD Homicide Detective Dan Espinoza.

## 演出經歷

### 電影
| 年分 | 片名               | 角色                                | 備註 |
| ---- | ------------------ | ----------------------------------- | ---- |
| 2002 | 《葡萄牙公寓》     | 歐文‧梅克林（Owen Mecklin）         |      |
| 2003 | 《畢業之夜》       | 漁夫                                |      |
| 2008 | 《黑暗生物》       | 埃米利奧（Emillio）                 |      |
| 2009 | 《开尔文船波》     | 丹尼爾偵探                          |      |
| 2009 | 《越界驅逐令》     | 古铁雷斯（Gutierrez）               |      |
| 2011 | 《地獄之門的傳說》 | 奧古斯特‧愛德華茲（August Edwards） |      |
| 2011 | 《紅色之州》       | 哈里（Harry）                       |      |
| 2011 | 《卡薩達迦》       | 迈克（Mike）                        |      |

### 電視劇
| 年分      | 片名                       | 角色                                               | 備註 |
| --------- | -------------------------- | -------------------------------------------------- | --- |
| 2003      | 《遇見喬丹》               | 康納‧馬歇爾（Connor Marshall）                     | 客串，單集〈冰與火〉（Fire and Ice） |
| 2003      | 《拉斯維加斯》             | 雷‧杜蘭（Ray Duran）                               | 客串，單集〈Pros and Cons〉 |
| 2004      | 《維加斯醫生》             | 勞爾‧奧爾蒂斯（Raul Ortiz）                        | 客串，單集〈Advantage Play〉 |
| 2004      | 《聖女魔咒》               | 馬爾沃克（Malvock）                                | 客串，單集〈There's Something About Leo〉 |
| 2004–05   | 《不安分的青春》           | 多米尼克‧休斯（Dominic Hughes）                    | 固定演員 |
| 2005      | 《24小時反恐任務》         | Kevin McCollin                                     | 多次客串 - Day 4: 12:00 p.m.–1:00 p.m. - Day 4: 11:00 a.m.–12:00 p.m - Day 4: 8:00 a.m.–9:00 a.m.                                                 |
| 2005      | 《执法悍将》               | Corporal Jude Dominick                             | 客串，單集〈適合幹活〉 |
| 2005      | 《特務A》                  | Cesar Martinez                                     | 客串，單集〈The Orphan〉 |
| 2005      | 《CSI犯罪現場：紐約》      | Tom Martin                                         | 客串，單集〈重罪與輕罪〉 |
| 2005      | 《Threshold》              | Marcus                                             | 客串，單集〈"Pulse" |
| 2005      | 《靈媒緝凶》               | 傑森‧莫羅（Jason Morrow）                          | 客串，單集〈Still Life〉 |
| 2006      | 《E-Ring》                 | Miguel Carrera                                     | 客串，單集〈The General〉 |
| 2006      | 《失蹤現場》               | 凱西‧米勒（Casey Miller）                          | 客串，單集〈The Road Home〉 |
| 2006      | 《三棲大丈夫》             | 詐騙車手                                           | 客串，單集〈Eviction〉 |
| 2006      | 《CSI犯罪現場：邁阿密》    | 卡洛斯‧桑蒂戈（Carlos Santigo）                    | 客串，單集〈實驗室的間諜〉 |
| 2006      | 《重返犯罪現場》           | 傑米‧瓊斯（Jaime Jones）                           | 客串，單集〈AI殺機〉 |
| 2006      | 《Faceless》               | Lucas Renosa                                       | 電視電影 |
| 2006–07   | 《危機四伏》               | 贝尼托‧贝拉斯克斯（Benito "Benny" Velasquez）      | 固定演員 |
| 2006–07   | 《丑女贝蒂》               | 桑托斯（Santos）                                   | 常駐演員 |
| 2007      | 《急速狂奔》               | 溫斯頓‧薩拉查（Winston Salazar）                   | 固定演員 |
| 2007–08   | 《律政狂鲨》               | 丹尼‧雷耶斯（Danny Reyes）                         | 固定演員 |
| 2008      | 《混乱之子》               | 埃賽‧阿爾瓦雷斯（Esai Alvarez）                    | 客串，單集〈The Pull & Hell Followed〉 |
| 2008      | 《火线警告》               | 勞爾（Raul）                                       | 客串，單集〈Turn and Burn〉 |
| 2008–09   | 《单身毒妈》               | 魯道夫‧梅森（Rudolpho Mason）                      | 多次客串 - 〈If You Work for a Living, Then Why Do You Kill Yourself Working?〉 - 〈Wonderful Wonderful〉 - 〈Machetes Up Top〉 - 〈Su-Su-Sucio〉 |
| 2009      | 《Knight Rider》           | Victor Galt                                        | 客串，單集〈I Love the Knight Life〉 |
| 2009      | 《英雄》                   | Agent Jenkins                                      | "Chapter Eight 'Into Asylum'" |
| 2009      | 《美女上错身》             | 麥可‧費爾南德斯（Michael Fernandez）               | 客串，單集〈Lost and Found〉 |
| 2009      | 《新飛越情海》             | 安東‧維（Anton V.）                                | 客串，單集〈Shoreline〉 |
| 2009–11   | 《南国警察》               | 內特‧莫雷塔（Nate Moretta）                        | 固定演員 |
| 2010      | 《The Deep End》           | 康納‧史密斯（Connor Smith）                        | 客串，單集〈White Lies, Black Ties〉 |
| 2010      | 《心計》                   | 維克托‧班迪諾（Victor Bandino）                    | 客串，單集〈The Red Box〉 |
| 2010      | 《灵异妙探》               | 戴恩‧諾思卡特（Dane Northcutt）                    | 客串，單集〈Ferry Tale〉 |
| 2010      | 《为人父母》               | 迈克（Mike）                                       | 多次客串 - 〈The Booth Job〉 - 〈Date Night〉 - 〈I'm Cooler Than You Think〉                                                                     |
| 2010      | 《法律与秩序：特殊受害者》 | 維克托‧拉莫斯（Victor Ramos）                      | 客串，單集〈Branded〉 |
| 2010–12   | 《真愛如血》               | 赫苏斯‧贝拉斯克斯（Jesus Velasquez）               | 固定演員（第三、四季），客串第五季單集 |
| 2011      | 《识骨寻踪》               | Hercules "El Tornado" Maldonado                    | 客串，第六季單集〈The Change in the Game〉 |
| 2012      | 《脱狱之王》               | 班尼‧克魯茲（Benny Cruz）                          | 客串，第二季單集〈Cruz Control〉 |
| 2013      | 《警界金童》               | 克里斯蒂安‧阿羅約（Christian Arroyo）              | 固定演員 |
| 2013–14   | 《绿箭侠》                 | 賽巴斯欽‧布拉德/血兄弟                             | 常駐演員（第二季） |
| 2015      | 《回歸》                   | 湯米‧索拉諾警長（Sheriff Tommy Solano）            | 主角 |
| 2015      | 《實習醫生》               | 丹‧普魯伊特警員（Officer Dan Pruitt）              | 常駐演員 |
| 2016-2021 | 《路西法》                 | 丹尼爾‧埃斯皮諾薩警探（Detective Daniel Espinoza） | 主角 |
| 2016      | 《The Catch》              | Nathan Ashmore                                     | Episode The Package |
| 2021      | 《奧術》                   | 傑斯·塔利斯（Jayce Talis）                         | 主要人物（配音） |

### 網站
| 年分 | 劇名                | 角色   |
| ---- | ------------------- | ------ |
| 2008 | 《Gemini Division》 | Amasso |

## 外部連結
- 凱文·亞歷杭德羅在互联网电影资料库（IMDb）上的資料（英文）